# Sleedoornpedaalmot
De sleedoornpedaalmot (Argyresthia albistria) is een vlinder uit de familie van de pedaalmotten (Argyresthiidae). De spanwijdte van de vlinder bedraagt 9 tot 12 millimeter. Het vlindertje komt verspreid over Europa voor. De soort overwintert als rups.

## Waardplanten
De waardplant van de sleedoornpedaalmot is de sleedoorn. De rupsen eten van de bloemen.

## Voorkomen in Nederland en België
De sleedoornpedaalmot is in Nederland schaars. In België is het een wijdverbreide, maar ongewone soort. De sleedoornpedaalmot vliegt van juni tot in augustus.

## Taxonomie
De soort behoort tot het ondergeslacht Argyresthia en wordt daarom soms geschreven als Argyresthia (Argyresthia) albistria.